# January Jones
January Kristen Jones (Sioux Falls, 5 januari 1978) is een Amerikaans actrice en model. Zij werd in zowel 2009 als 2010 genomineerd voor een Golden Globe voor haar rol als Betty Draper in de dramaserie Mad Men. Hiervoor won ze in die beide jaren daadwerkelijk een Screen Actors Guild Award, samen met de gehele cast.
Jones werd in Mad Men voor het eerst in haar acteercarrière gekozen tot lid van de vaste cast van een televisieserie. Hiermee viel ze met haar neus in de boter. Niet alleen werd haar rol positief opgemerkt door de critici, de serie zelf werd in de eerste drie seizoenen overladen met meer dan dertig prijzen, waaronder meerdere Emmy Awards en Golden Globes.
Jones maakte in 1999 haar debuut op het witte doek in All the Rage. Sindsdien was ze te zien in meer dan tien films, meer dan vijftien inclusief televisiefilms. Zo verscheen ze onder meer als Michelle Flaherty's (Alyson Hannigan) felbegeerde zusje Cadence in American Wedding, als Colin Frissells (Kris Marshall) potentiële liefde Jeannie in Love Actually en als Red Dawsons (Matthew Fox) echtgenote Carole in het op ware gebeurtenissen gebaseerde sportdrama We Are Marshall.
Jones beviel in 2011 van een zoon. De vader van het kind is niet bekendgemaakt.